# Requião
Requião is een plaats (freguesia) in de Portugese gemeente Vila Nova de Famalicão en telt 3034 inwoners (2001).

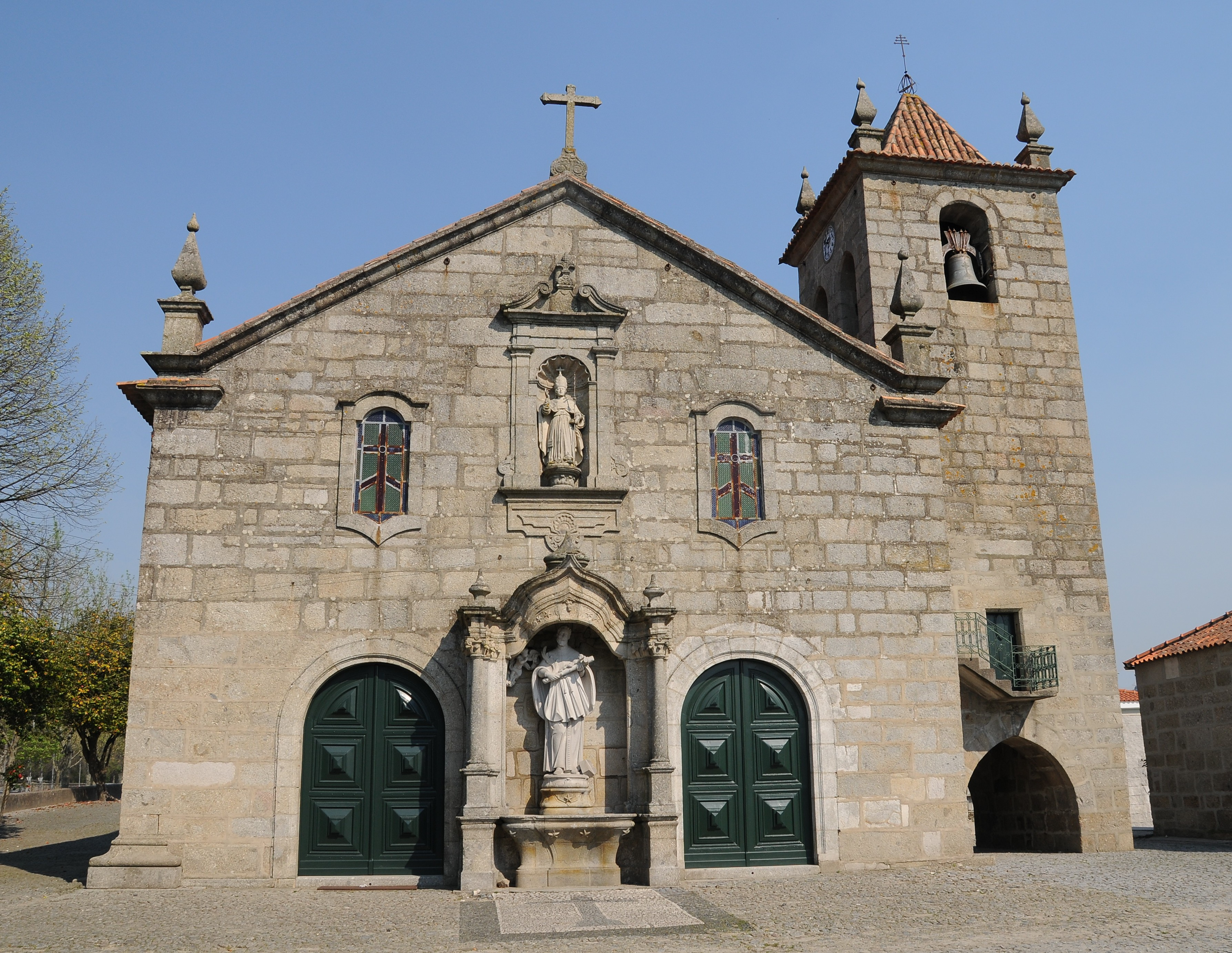